# Restoring Force
Restoring Force is het derde studioalbum van de Amerikaanse metalband Of Mice & Men.

## Nummers
Alle nummers zijn geschreven door Austin Carlile, Alan Ashby en Aaron Pauley.

| 1.                 | Public Service Announcement | 3:32 |
| 2.                 | Feels Like Forever          | 3:13 |
| 3.                 | Bones Exposed               | 4:15 |
| 4.                 | Would You Still Be There    | 3:12 |
| 5.                 | Glass Hearts                | 3:15 |
| 6.                 | Another You                 | 3:45 |
| 7.                 | Break Free                  | 3:29 |
| 8.                 | You Make Me Sick            | 3:21 |
| 9.                 | Identity Disorder           | 3:37 |
| 10.                | You're Not Alone            | 3:21 |
| 11.                | Space Enough to Grow        | 3:38 |
| Totale duur: 38:37 |                             |      |

| Nr. | Titel                                 | Duur |
| --- | ------------------------------------- | ---- |
| 12. | Broken Generation                     | 3:41 |
| 13. | Something to Hide                     | 3:30 |
| 14. | Never Giving Up                       | 3:39 |
| 15. | Feels Like Forever (acoustic version) | 3:11 |